# Station Quakenbrück
Het station Quakenbrück (Bahnhof Quakenbrück) is een spoorwegstation van de Deutsche Bahn in Nedersaksische Quakenbrück,
Het station ligt aan de enkelsporige spoorlijn Oldenburg - Osnabrück. Daarnaast liep vanaf het station ook een spoorlijn naar Rheine. 

## Geschiedenis

### Planningsjaar
Kort na de ingebruikname van de eerste Duitse spoorlijn van Nürnberg naar Fürth in het jaar 1835 waren de eerste overwegingen, om Kreis Bersenbrück door een spoorlijn te ontsluiten. Het idee van de bouw van deze spoorlijn had de Oldenburger Baurat Lasius, in 1849 het idee de spoorlijn via Damme te laten lopen, deze lijn werd als moeilijk te realiseren gezien.
De Oldenburger Südbahn van de Großherzoglich Oldenburgische Eisenbahn (GOE) liep van Oldenburg naar Osnabrück en was de langste spoorlijn van het Hertogdom. Overwegingen voor de bouw van een spoorlijn in de buurt van Quakenbrück gaan terug tot het jaar 1850, als in Quakenbrück een spoorwegcomité gesticht werd, dat zich voor een spoorlijn via Bramsche, Bersenbrück en Quakenbrück inzetten. Deze comité onderhandelde met de Groothertogelijk Oldenburgse regering.

### Bouw van de spoorlijn
In 1868 begon de Köln-Mindener Eisenbahn-Gesellschaft met de bouw van de spoorlijn Parijs-Hamburg, met het tracé via Ostercappeln en Diepholz. Daarom besloot de Oldenburgse parlement in 1870 de bouw van de Oldenburgischen Südbahn tot Quakenbrück en in 1871 de bouw van het traject naar Osnabrück. De eerste schop ging in 1873 in de grond. Om 17 april 1875 reed de eerste trein naar Quakenbrück, waarbij de spoorlijn voorlopig eindigt bij het provisorische station bij Gasthof Imbusch. Op 15 oktober 1875 vond de officiële opening van het trajectdeel Oldenburg - Quakenbrück plaats, de werkzaamheden richting Osnabrück was in 1876 gereed. Op 15 oktober 1876 werd dit traject officieel geopend.
Op 1 juli 1879 werd de spoorlijn Quakenbrück - Rheine in gebruik genomen, op 1 juli 1888 de spoorlijn Essen - Löningen, op 1 juni 1904 de Kleinbahn Linge - Berge - Quakenbrück en op 1 september 1907 de ingebruikname van de spoorlijn Quakenbrück - Meppen. Het plan om Quakenbrück in het westen gelegen Dinklage te verbinden werd nooit gerealiseerd.
Op 10 april 1945 werd Quakenbrück door de geallieerde bezet, pas op 18 mei 1945 kon er weer een trein naar Osnabrück rijden. Enige dagen later werd ook een provisorische dienst Quakenbrück-Spelle in dienst gesteld.
In de jaren 60 reden op de spoorlijnen Oldenburg-Quakenbrück-Osnabrück en Quakenbrück-Rheine dagelijks 52 reizigerstreinen, waaronder acht sneltreinen en een reeks speciale treinen. Daarnaast dagelijks 38 goederentreinen en zes bijzondere goederentreinen. Op het station werden dagelijks 200 tot 250 rijtuigen gerangeerd.

### Stationsgebouw
Een stationsgebouw had men in Quakenbrück niet. Aanvankelijk werden vervoersbewijzen in het restaurant Imbusch (later Gasthof Gösling) uitgegeven, tot in november 1875 een langwerpige geïmproviseerde loods gebouwd werd, die moest dienen als stationsgebouw. Tot 1879, bij de opening van de spoorlijn Quakenbrück-Rheine zou er een nieuw stationsgebouw komen, maar men stelde de bouw steeds maar uit. Het duurde in totaal 35 jaar, totdat Quakenbrück een echt stationsgebouw kreeg. 
De feitelijke bouw begon in 1908, nadat enige andere nieuwbouw gereed was: in 1904 was de goederenloods van de OldenburgerBahn afgebrand, nieuwbouw volgde in 1905. De bestaande rondelocomotiefloods van de Pruisische Spoorwegen werd in 1901 door een nieuw locomotiefloods, met draaischijf, vervangen. In 1905 begon de herinrichting van de sporen voor het nieuwe station.
Aansluitend was het besluit van de Großherzoglich Oldenburgischen Eisenbahn om een stationsgebouw te bouwen. Na het ontwerpfase en de grondwerving werd met de bouw gestart.
In de uitgave van de Artländer Anzeigers van 15 december 1908 werd de aanbesteding voor het stationsgebouw gepubliceerd. De kostenraming voor alle om- en nieuwbouw werd rond de 744.000 Mark geschat. De start van de bouw was in 1909 gepland, maar door de strenge winter kon men niet direct van start.
Het stationsgebouw rust op een betonnen fundering, die tussen oude spoorbeddingen ligt. Het 50 meter lange tunnel onder de sporen, voor die tijd een sensatie, was door de hoge grondwaterstand een uitdaging. Op 9 november 1909 was het station en de tunnel in ruwbouw gereed. 
Gelijktijdig met de bouw van het stations werd een nieuw seinhuis, een watertoren met een inhoud van 200m³, faciliteiten voor veevervoer en overnachtingsruimtes gebouwd. Het seinhuis kwam op 1911 in bedrijf en heeft samen met twee andere seinhuizen tot het einde van de Tweede Wereldoorlog dienstgedaan.
Op 2 juli 1910 werd het nieuwe Staatsstation van Quakenbrück feestelijk geopend. Ter onderscheiding van het station van de Kleinbahn kreeg het station de toevoeging Hauptbahnhof. De uiteindelijke kosten van de bouw was 960.000 Mark, waarvan het stationsgebouw 95.000 Mark heeft gekost.
In de Tweede Wereldoorlog was het stationsgebouw meerdere male doelwit van vijandelijke luchtaanvallen. Hoewel de sporen zwaar gehavend waren, bleef het stationsgebouw ongeschonden.
In 2014 was het verval van het stationsgebouw duidelijk herkenbaar, in de zomer werd het stationsgebouw volledig omgebouwd tot kantoorgebouw. Wel bleef voor reizigers nog een wachtruimte bestaan.

## Treinverbindingen
De volgende treinserie doet station Quakenbrück aan:
| Serie | Treinsoort                      | Route                                                                                           | Bijzonderheden |
| ----- | ------------------------------- | ----------------------------------------------------------------------------------------------- | -------------- |
| RE 18 | Regional-Express (NordWestBahn) | Wilhelmshaven Hbf – Oldenburg (Oldb) Hbf – Cloppenburg – Quakenbrück – Bramsche – Osnabrück Hbf |                |